# Gjedser Jernbane
A/S Gjedser Jernbane (GJ) var et dansk jernbaneselskab, der eksisterede fra 1884 til 1966. Selskabet anlagde Gedserbanen fra Nykøbing Falster til Gedser, der blev åbnet i 1886. Driften var forpagtet af først Det Lolland-Falsterske Jernbaneselskab og fra 1893 DSB, idet Gjedser Jernbane dog formelt var ejer af banen indtil koncessionens ophør i 1966.

## Historie
I 1883 henvendte den danske regering sig til bank- og industrimanden C.F. Tietgen og foreslog, at han skulle søge om koncession på anlæg og drift af Gedserbanen og Gedser Havn. Det Lolland-Falsterske Jernbaneselskab (LFJ) skulle så efterfølgende forpagte banen for 120.000 kr. årligt. På denne baggrund fik Tietgen 29. maj 1884 en koncession for 80 år og grundlagde A/S Gjedser Jernbane. I koncessionen blev det bestemt, at banen og havnen skulle stå færdige 1. juli 1886.
Banen mellem Nykøbing F og Gedser blev anlagt i 1885-1886. I Nykøbing F udgik den fra samme station som den i 1872 åbnede bane til Orehoved. Indvielsen af den ca. 23 km lange bane fandt sted 27. juni 1886 med åbning for driften 1. juli 1886. I forbindelse med åbningen anskaffede selskabet fire damplokomotiver med tender, der blev suppleret af yderligere to i 1892. Driften blev som forudsat varetaget af Det Lolland-Falsterske Jernbaneselskab.
Oprindeligt var der kun to stationer undervejs, Væggerløse (6 km fra Nykøbing F) og Fiskebæk (15 km fra Nykøbing F). I 1888 oprettedes en station i Gedesby (17 km fra Nykøbing F) med et privat sidespor, som Interessentskabet Gedesby Læssespor benyttede til forsendelse af sukkerroer til sukkerfabrikken i Nykøbing F. I 1887 åbnedes en station ved Marrebæk (11 km fra Nykøbing F). Her kom der dog først side- og læssespor i 1929. I Gedser var der fra starten i 1886 skibsforbindelse til Warnemünde, der i 1903 blev afløst af jernbanefærger.
Allerede få år efter åbningen måtte LFJ afgive forpagtningen af banen. Baggrunden var at selskabet ikke havde råd til en nødvendig ombygning af jernbanebroen, der førte Lollandsbanen over Guldborg Sund. Løsningen blev at staten betalte ombygningen men til gengæld overtog forpagtningen af de to baner på Falster, Orehoved-Nykøbing F og Gedserbanen. Rent praktisk skete det ved, at DSB overtog forpagtningen 1. januar 1893 sammen med materiellet, heriblandt de seks damplokomotiver der blev til Litra S 351-356. Overtagelsen af de to baner gav DSB fuld kontrol over den gennemgående forbindelse til Tyskland. A/S Gjedser Jernbane eksisterede dog formelt som et uafhængigt selskab indtil 1966, hvor det blev fuldstændigt overtaget af DSB. Det havde imidlertid ikke nogen praktisk betydning.
Salonvognen GJ 1, der blev anskaffet fra Skabo Jernbanevognfabrik i 1886, er bevaret og udstillet på Danmarks Jernbanemuseum i Odense.